# Colombier, Allier

Colombier este o comună în departamentul Allier din centrul Franței. În 1 ianuarie 2022 avea o populație de 328 de locuitori.